# Полюбінь
Полюбінь (словен. Poljubinj) — поселення в общині Толмин, Регіон Горишка, Словенія. Висота над рівнем моря: 263,1 м. Розміщене на схід від Толміна.